# Valentyn Nalyvaïtchenko
Valentyn Oleksandrovytch Nalyvaïtchenko (en ukrainien : Валенти́н Олекса́ндрович Налива́йченко), né le 8 juin 1966 à Zaporijjia (RSS d'Ukraine, URSS), est un politicien et fonctionnaire ukrainien.

## Biographie
Il fut étudiant à l'Université nationale de Kharkiv et à l'Académie du renseignement extérieur.
Il fut à la tête du Service de sécurité d'Ukraine du 24 février 2014 au 18 juin 2015.

## Mandats
Député de la Rada du 12 décembre 2012 au 17 mars 2014 pour le parti Union panukrainienne « Patrie ».
Il s'est présenté aux élections présidentielles de 2019 et a obtenu 0,22 % des votes.